# Оганисян, Давид Гагикович
Давид Гагикович Оганисян (род. 12 мая 1994, Армавир, Краснодарский край) — российский самбист и дзюдоист, чемпион и призёр чемпионатов России по самбо, чемпион Европы и мира по самбо, чемпион России по дзюдо, мастер спорта России по дзюдо, мастер спорта России международного класса по самбо. Живёт в Армавире. Выступает в весовой категории до 90 кг. Его тренерами в разное время были А.Р.Кицианц, Г. Ф. Швецов, В. Г. Погосян и Р. М. Бабоян.

## Спортивные результаты
- Первенство России по дзюдо среди кадетов 2010 — ;
- Этап Кубка Европы по дзюдо среди кадетов 2010, Тверь — ;
- Этап Кубка Европы по дзюдо среди кадетов 2010, Берлин — ;
- Этап Кубка Европы по дзюдо среди юниоров 2013, Санкт-Петербург — ;
- Первенство России по дзюдо среди юниоров 2014 — ;
- Этап Кубка Европы по дзюдо среди юниоров 2014, Санкт-Петербург — ;
- Этап Кубка Европы по дзюдо среди юниоров 2014, Берлин — ;
- Чемпионат России по самбо 2015 — ;
- Чемпионат России по самбо 2016 — ;
- Чемпионат России по дзюдо 2016 — ;
- Чемпионат России по самбо 2018 — ;
- Чемпионат России по самбо 2019 — ;
- Чемпионат России по дзюдо 2019 — ;
- Чемпионат России по дзюдо 2021 — ;
- Чемпионат России по самбо 2024 — ;